# Kristian Axel von Alfthan
Kristian Axel von Alfthan, född i Uleåborg den 1 mars 1864, död i Helsingfors den 13 mars 1919 var en finländsk läkare och politiker.
Han var praktiserande läkare i Helsingfors och sedan 1893 badläkare i Nådendal. Som politiker spelade von Alfthan en betydande roll inom Svenska folkpartiet. Han fungerade 1906–1914 som centralstyrelsens sekreterare och representerade partiet vid lantdagarna 1891, 1894, 1897, 1899, 1904–1905 samt 1907–1909. År 1919 deltog han som frivillig i estniska frihetskriget men insjuknade där och avled kort därefter.
Kristian Axel von Alfthan var son till landshövdingen och generalen Georg von Alfthan.